# Ian Wiséhn
Kent Ian Bertil Wiséhn, född 11 september 1951, död 27 oktober 2020 i Solna församling, var en svensk numismatiker, författare och museidirektör. Han var chef för Kungliga Myntkabinettet mellan 1998 och 2012.
Wiséhn dömdes för grov stöld av mynt från Kungliga Myntkabinettet till tre års fängelse av tingsrätten år 2017. Hovrätten ansåg (2019) att straffvärdet låg på fyra år men beslutade om påföljdseftergift då Wiséhn efter tingsrättsdomen insjuknat i allvarlig sjukdom.
Ian Wiséhn avled 2020.

## Wiséhn i massmedia
Ian Wiséhn medverkar själv i Åsa Blancks dokumentärserie Guldfeber – stölderna på Kungliga Myntkabinettet som visades på SVT i april 2020. Där erkänner Wiséhn en del av stölderna på Göteborgs stadsmuseum och Kungliga Myntkabinettet, men hävdade i rätten att han handlat under hot.